# Charles Sanna
Charles Sanna (9 tháng 11 năm 1917, Philadelphia – 13 tháng 3 năm 2019, Madison, Wisconsin) là nhà phát minh người Mỹ nổi tiếng nhờ phát minh ra loại sô-cô-la nóng ăn liền mang tên Swiss Miss.